# OP-TICKET GAME
『OP-TICKET GAME』（おっぱいちけっとげーむ）は、土橋真二郎によるライトノベル。イラストは植田亮。電撃文庫（アスキー・メディアワークス）より、2013年4月から刊行されている。既刊2巻。

## ストーリー
10枚集めるとクラスの女子のおっぱいが揉める、学校伝統の不思議なチケット――おっぱいチケット。相葉憲伸ら一年七組の男子生徒15名は、生徒会長の速水千種からその伝説のチケットが実在することを聞く。彼らは欲望や葛藤を胸にしながら、《夢と希望》、そして《絶望》が表裏一体となった伝説のゲームに身を投じていくことになる。

## 登場人物

### 一年七組　男子生徒
相葉　憲伸（あいば　けんしん）
主人公。高校１年生ながら、とある事情からアパートで一人暮らしをしており、出費を抑えたギリギリの貧乏生活を送っている。どんなにまずい食べ物でもカレー味にすれば食べられるという考えから、常に小さなカレー粉の缶を持ち歩いている。
席が隣り同士である高橋唯に好意を寄せているため、ゲームでは彼女に対して自分の欲望を叶えるために行動することが多い。
佐々木　翔（ささき　しょう）
七組の副クラス委員長。頭の回転が速く弁が立つタイプの男子生徒で、女子からの人気もある。リーダーシップをとってゲームを有利に展開しようとする。相葉と同じく高橋唯を狙っており、彼と対立する事が多い。佐倉まどかと席が隣り同士であり、「エクストリームスカートめくり」では彼女とペア。
内田　悠二（うちだ　ゆうじ）
華奢で女性的な体格だが、性的欲求にまっすぐな男子生徒。「ウッチー」と呼ばれている。保健委員であることを利用し、クラスの女子の正確な胸のサイズに関するデータを把握しており、バスト絶対値（女子が全員同じ大きさの身体だったら、と仮定して誰が一番胸が大きいか）も算出している。
相葉と仲がよく、ゲームでは仲村愛美のチケットのコンプリートのために共闘関係を結ぶ。「エクストリームスカートめくり」では秋野マリとペア。
須郷（すごう）
一年七組で唯一彼女がいる男子生徒であり、男子からは「師匠」と呼ばれている。だが、麻由子先生に配慮して隠れて付き合っているため、手を繋いだことも無かった。
ゲーム開始直後に他の男子達から恋人のおっぱいチケットを受け取り、彼女の胸を揉むことに成功する。これによりおっぱいチケットの効力が明らかになった。
鈴木（すずき）
仲村愛美のファンの男子生徒。ゲーム序盤において仲村愛美をターゲットにすると宣言するが、それを利用されてしまう。｢シースルー脱出ゲーム｣で真っ先に脱落する。
小暮（こぐれ）
野球部の男子生徒。「エクストリームスカートめくり」では春野典子とペア。
大崎（おおさき）
「恋愛SLG」で秋野マリを狙っていたが、ゲーム中盤に絶望してリタイアする。
中川原　拓也（なかがわら　たくや）
「エクストリームスカートめくり」でスカートをめくらず、パンツの柄を想像で言ったためにルール違反で失格となった。

### 一年七組　女子生徒
高橋　唯（たかはし　ゆい）
優しい性格でお淑やかな人柄の女子生徒。髪は緩やかなウェーブの掛かったセミロング。姪をよくプールに連れて行った影響で泳ぐのが好きになり、水泳部に所属している。クラスでは同じ部活の秋野マリと仲が良い。
佐倉　まどか（さくら　まどか）
七組のクラス委員長。ウェーブの掛かった肩までの髪で、赤いフレームの眼鏡をかけている。
相葉とは幼馴染で、幼稚園に入園する前からの知り合い。昔は泣き虫で引っ込み思案な性格で相葉に頼りきりだったが、今は逆に相葉の世話を焼いている。大学で心理学を学びたいと考えており、生徒会が収集する莫大なデータのために生徒会に入る。「恋愛SLG」に主催者側として参加し、叔父が経営する喫茶店「ローズ」を場所として提供した。
仲村　愛美（なかむら　あいみ）
一年七組でバストサイズが大きい女子、通称「ビッグファイブ」の１人で序列１位。あだ名は「アイミン」。勝負事に熱くなるタイプであり、「シースルー脱出バトル」などでは速水千種から魔王の役割を任せられた。
岩崎　佳奈（いわさき　かな）
ビッグファイブの１人で序列2位。須郷の恋人で、彼女のチケットはすべて須郷に手渡された。
秋野　マリ（あきの　まり）
ビッグファイブの１人で序列3位。ちょっと舌っ足らずでとぼけた感じの天然な性格。親戚が花屋をやっており、その手伝いをしている。
相葉や佐倉まどかとは小学校の頃からの付き合いで、昔は３人でよく遊んでいた。水泳部で高橋唯の友人であるため、「恋愛SLG」などで人魚の役割を演じた。
本田　有華（ほんだ　ゆか）
ビッグファイブの１人で序列4位。着痩せするタイプで、清楚な容姿も相まって男子の人気が高い。「シースルー脱出バトル」では魔王の部下を演じた。
春野　典子（はるの　のりこ）
ビッグファイブの１人で序列5位。胸が大きいことを少し気にしている。控えめ且つ内気な性格で速水千種の強要を断れず、「シースルー脱出バトル」ではパズルのアトラクションを担当したり、魔王の部下を演じさせられた。
牧野　奈々（まきの　なな）
チア部に所属するポニーテールの女子生徒。高校生とは思えないほど小柄で胸も小さいため、本人は気にしている。水が苦手。
中学時代に公園でペスに襲われているところを相葉に助けてもらったことがあるが、相葉は牧野を小学生だと思っていたため、高校で再会しても気づかなかった。「シースルー脱出バトル」などで妖精役を演じた。
赤城　泉美（あかぎ　いずみ）
陸上部に所属する、スレンダーな体つきとボーイッシュで大らかな性格のスポーツ少女。
妹尾　瑠衣（せのお　るい）
大人びた雰囲気で優雅なお嬢様。豪邸に住んでおり、「水着DEバトル」の際には敷地内のプールを提供した。キャロラインという名前のゴールデンレトリバーを飼っているが、相葉はペスと呼んでいる。
西山　香織（にしやま　かおり）
物静かな文学少女。佐々木に好意を抱いている。「水着DEバトル」でも佐々木の協力者として参加している。
茅ヶ崎　ジュリア（ちがさき　じゅりあ）
ハーフで美人系の女子生徒だが、性に開放的なタイプのためかおっぱいチケット争奪戦においてはあまり人気がなかった。
渡辺　美心（わたなべ　みここ）
ウェーブのかかった髪の、おしゃれな女子生徒。自転車通学。
坪井　康子（つぼい　やすこ）
高橋唯や秋野マリと同じく水泳部に所属の女子生徒。
高郷　好恵（たかさと　よしえ）
科学部に所属する理系女子。
小田（おだ）
ビッグファイブに次いで胸が大きい女子生徒。
紺野（こんの）、木島(きじま)
「パンチラ軍人将棋」では佐々木陣営の女子生徒。

### その他の人物
速水　千種（はやみ　ちぐさ）
三年生で学校の裏権力を支配する生徒会長。容姿端麗、頭脳明晰だが、レクリエーションと称して様々なゲームを催す、学校のトラブルメーカー。
通勤拒否の担任、麻由子先生の代わりとして七組を生徒会の管理下に置く。おっぱいチケットの伝説を肯定し、男子生徒を様々なゲームへと扇動し、女子生徒を巻き込んでいく。
副会長（ふくかいちょう）
三年生の男子生徒で生徒会副会長。二年前のおっぱいチケットの成功者〈コンプリーター〉でもある。七組男子からはおっぱいマスターと呼ばれ、「パンチラ軍人将棋」の試合中、相葉に最強のパンツについて語る。
高木　裕吾（たかぎ　ゆうご）
去年のおっぱいチケット成功者〈コンプリーター〉の一人。当時は一年一組。水泳部に巨乳の彼女がいる。
麻由子（まゆこ）
一年七組の担任教師。三十路。男性に振られる度に登校拒否をする。彼女の意向で七組では男女交際禁止の規則がある。
ナカムラ　カオリ
喫茶店ローズでアルバイトをする女子大生。バストはＨカップで妹がいる。胸を触ろうとした常連の指をへし折った結果、仲村愛美がバイトを代わっている。
田中（たなか）
喫茶店ローズの常連。

## 既刊一覧
- 土橋真二郎（著）・植田亮（イラスト）、アスキー・メディアワークス〈電撃文庫〉、既刊2巻（2014年2月8日現在）
  - 『OP-TICKET GAME』、2013年4月10日発売[1]、ISBN 978-4048915311
  - 『OP-TICKET GAME II』、2014年2月8日発売[2]、ISBN 978-4048915311

## 無料ゲーム
ゲーム投稿コミュニティサイト「RPG アツマール」において、ドワンゴによって、無料ゲームが配信された。ブラウザゲームで、内容は下着を武器に戦うハックアンドスラッシュゲーム。
- タイトル：OP-TICKET GAME〜撃ち抜け！ スクールコスチューム！〜
- 配信開始日：2017年8月10日
- 制作：神斬ゼロ式